# Jungermannia caelestis
Jungermannia caelestis là một loài Rêu trong họ Jungermanniaceae. Loài này được Inoue & Váňa mô tả khoa học đầu tiên năm 1979.